# Japans rugby sevensteam (vrouwen)
Het Japanse rugby sevensteam is een team van rugbyers dat Japan vertegenwoordigt in internationale wedstrijden.

## Wereldkampioenschappen
De beste prestatie was tiende.
- WK 2009: 13e
- WK 2013: 13e
- WK 2018: 10e
- WK 2022: 9e

## Olympische Zomerspelen
Japan behaalde tijdens de Olympische Zomerspelen 2016 de vierde plaats.
- OS 2016: 10e
- OS 2020: 12e
- OS 2024: 9e